# Hampsonodes bilineata
Hampsonodes bilineata là một loài bướm đêm trong họ Noctuidae.